# Швамбергер, Карл Мария
Карл Мария Швамбергер (нем. Karl Maria Schwamberger; 9 октября 1905, Вена — 26 сентября 1967) — австрийский виолончелист, гамбист и исполнитель на баритоне.
В 1920 году поступил в Венскую академию музыки в класс скрипки Хуго фон Штайнера, затем перешёл в класс виолончели Пауля Грюммера, который и окончил в 1926 году. В 1925 году преподавал в музыкальной школе в Санкт-Пёльтене и одновременно играл в оркестре Венской оперы как подменный музыкант (в случае отсутствия одного из штатных исполнителей), выступал также в составе струнного квартета Франца Майрекера.
В 1926 году по итогам прослушивания, в ходе которого исполнил виолончельный концерт Антонина Дворжака, был принят Германом Абендротом в штат Кёльнской консерватории и Рейнской школы музыки как преподаватель виолончели, с 1933 года профессор. Одновременно концертировал как солист, с 1930 года в сопровождении жены, пианистки Греты Фогт, гастролировал в Люксембурге, Австрии и Венгрии, сочетая барочный репертуар с музыкой современных композиторов (Леош Яначек, Арнольд Шёнберг, Альбан Берг и другие). Играл в Кёльнском камерном оркестре и Кёльнском струнном квартете.
С 1935 года активно выступал как ансамблист — в составе фортепианного трио с Эдуардом Эрдманом и Альмой Муди и в составе Кёльнского камерного трио с Карлом Херманом Пильнаем (клавесин) и Райнхардом Фриче (флейта) — второй из этих составов в 1937 году выступал на Всемирной выставке в Париже, а в 1938 году гастролировал в США, выступив более чем в 60 городах.
После того, как дом Швамбергера в Кёльне был в 1944 году уничтожен бомбой, он вернулся в Австрию. В 1946—1947 гг. преподавал в Брукнеровской консерватории в Линце, затем с 1947 года и до конца жизни в Моцартеуме в Зальцбурге (одновременно в 1949—1951 гг. также в Венской консерватории). Во второй половине 1940-х гг. выступал в составе Международного трио вместе с Савой Савовым (фортепиано) и Коррадо Романо (скрипка), Цюрихского трио с Рудольфом Баумгартнером (скрипка) и Хансом Андреэ (клавесин) и трио с Эрнстом Райхертом (фортепиано) и Кристой Штайнер (скрипка). В 1949 году впервые в Европе исполнил виолончельный концерт Эриха Корнгольда. В 1952 году участвовал в создании оркестра Camerata Salzburg под руководством Бернхарда Паумгартнера и до конца жизни занимал пульт первой виолончели.
Автор ряда этюдов дидактического назначения, переложений для виолончели (в частности, концерта для фагота с оркестром Иоганна Баптиста Ванхаля).